# Viliam Dočolomanský
Viliam Dočolomanský, född 1975, är en slovakisk teaterregissör.

## Biografi
1994-1999 studerade Viliam Dočolomanský regi vid Janáčkova akademie múzických umění (JAMU) i Brno i Tjeckien. Han har även en doktorsgrad från Divadelní fakulta Akademie múzických umění (DAMU) i Prag 2007. Efter regiutbildningen frilansade han som regissör i Tjeckien och Slovakien. 2001 begav han sig tillsammans med en grupp skådespelare till Andalusien för att studera flamencoteknikerna cante jondo och duende vilket resulterade i en uppsättning baserad på Federico García Lorcas poesi. 2002 grundade han teatergruppen Farma v jeskyni (Farmen i grottan) som utvecklats till ett laboratorium för gränsöverskridande scenkonst som innefattar både musikalisk teater och dans. Scenspråket har bland annat utgått från tjurfäktning, afro-brasilianska ritualer och rusinernas sångtraditioner. "Spelet är kollektivt, polyfont och hängivet och inbjuder åskådaren till en intuitiv, inkännande, ordlös förståelse av vad som är på spel." (Theresa Benér, SvD) Uppsättningarna har bland annat berört afrikanska slavar i Brasilien och deportationen av judar från Slovakien. Dočolomanský har lett projekt och undervisat i Sydkorea, Brasilien och USA. Bland utmärkelser han tilldelats kan nämnas Premio Europa New Theatrical Realities 2011 samt Fringe First Award vid Edinburgh Festival Fringe.